# Efípids
Els efípids (Ephippidae) són una família de peixos teleostis de l'ordre Perciformes. Són marins, rarament en estuaris, distribuïts pels oceans Atlàntic, Índic i Pacífic.

## Gèneres i espècies
- Gènere Chaetodipterus
  - Chaetodipterus faber (Broussonet, 1782).
  - Chaetodipterus lippei Steindachner, 1895.
  - Chaetodipterus zonatus (Girard, 1858).
- Gènere Ephippus
  - Ephippus goreensis Cuvier, 1831.
  - Ephippus orbis (Bloch, 1787).
- Gènere Gunnalius
  - Gunnalius auratus (Jred, 1947).
- Gènere Parapsettus
  - Parapsettus panamensis (Steindachner, 1875).
- Gènere Platax
  - Platax batavianus Cuvier, 1831.
  - Platax boersii Bleeker, 1852.
  - Platax orbicularis (Forsskål, 1775).

- - Platax pinnatus (Linnaeus, 1758).
  - Platax teira (Forsskål, 1775).
- Gènere Proteracanthus

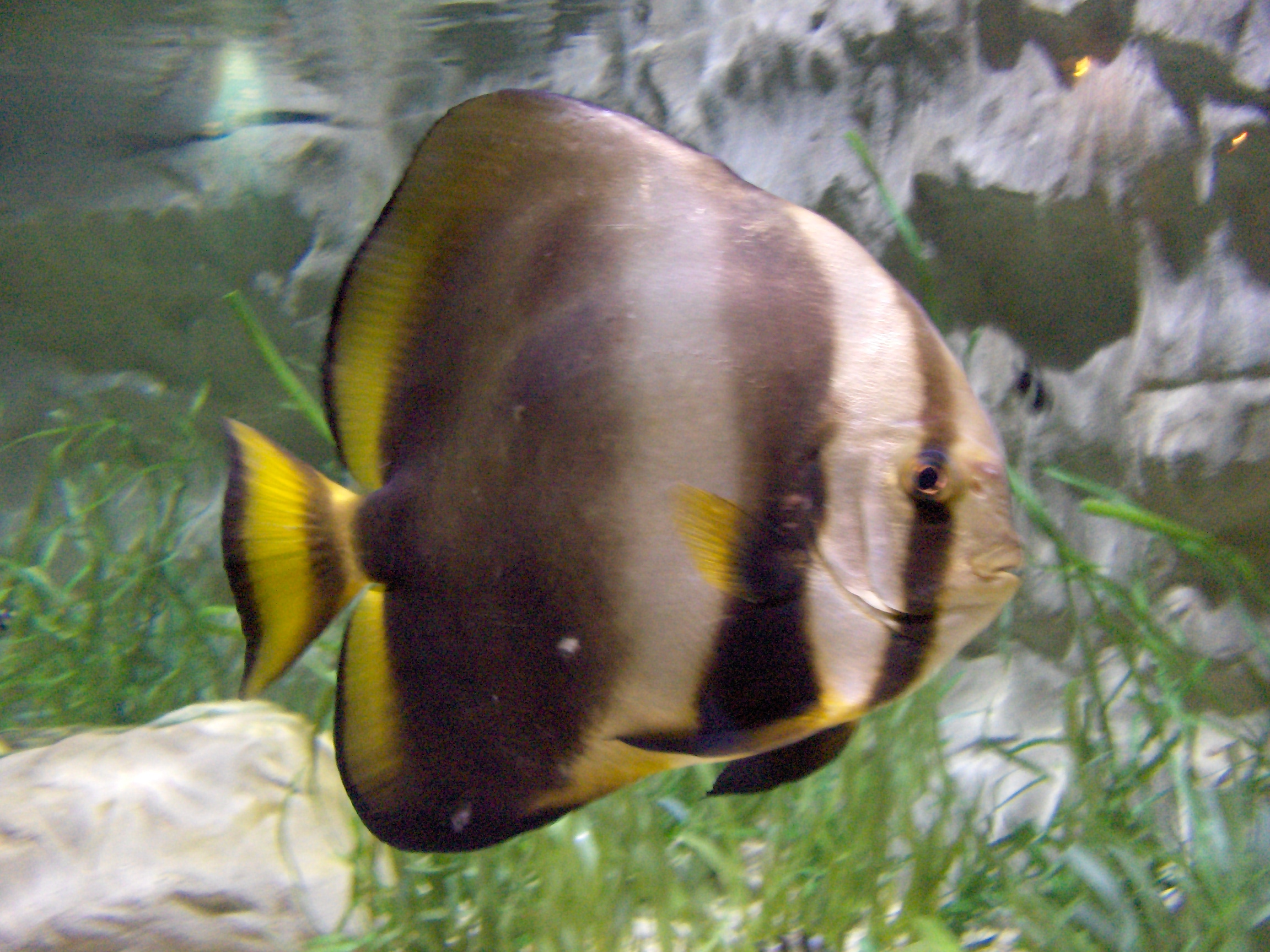
Platax orbicularis

  - Proteracanthus sarissophorus (Cantor, 1849).
- Gènere Rhinoprenes
  - Rhinoprenes pentanemus Munro, 1964.
- Gènere Tripterodon
  - Tripterodon orbis (Bloch, 1787).
- Gènere Zabidius
  - Zabidius novemaculeatus (McCulloch, 1916)